# Miszna Berura
Miszna Berura (hebr. משנה ברורה) – dzieło halachiczne o ważnym znaczeniu dla judaizmu. Napisana została przez rabina Izraela Meira Kagana znanego również jako Chofec Chaim, który żył w Polsce w latach 1838–1933. Jest komentarzem do traktatu Orach Chaim, pierwszej części Szulchan Aruch, która dotyczy praw związanych z modlitwą, synagogą, szabatem oraz świętami żydowskimi, będąca podsumowaniem opinii średniowiecznych komentatorów Talmudu zwanych Acharonim.
Tradycyjnie dzieło to drukowano w 6 tomach wraz z wybranymi innymi komentarzami. Prezentują one w prosty i przystępny dla współczesnego czytelnika uwagi i instrukcje związanymi z codziennymi rytuałami. Praca ta jest używana powszechnie jako materiał referencyjny i uznawana przez litewskich Żydów za wiążącą wykładnię prawa żydowskiego, jak również przez wielu ortodoksów, szczególnie tych związanych z jesziwami charedi. W druku Miszna Berura ukazuje się wraz z dodatkowymi, pogłębionymi infrormacjami zwanymi Beiur Halacha oraz Szaar Haciun (oba autorstwa Chofec Chaim), a także dodatkowymi komentarzami znanymi jako Beer Hagola, Beer Heitew oraz Szaarei Tszuwa.
Miszna Berura Jomi to program codziennego studiowania Miszny Berury zapoczątkowana przez Waad Daas Halacha i Fundację Dziedzictwa Chofec Chaim. Trwa ono dwa i pół roku lub pięć lat. Szczególną uwagę poświęca się w czasie trwania nauki przepisom dotyczącym obchodom następnego dnia świątecznego w żydowskim kalendarzu.